# Crkva sv. Andrije u Srinjinama
Crkva sv. Andrije je rimokatolička crkva u Srinjinama, Hrvatska.
Sagrađena je u 17. stoljeću.
Pod oznakom P-5477 zavedena je kao nepokretno kulturno dobro - pojedinačno, pravna statusa preventivno zaštićena kulturnog dobra, klasificiranog kao sakralna graditeljska baština.